# Großenkneten
Großenkneten település Németországban, azon belül Alsó-Szászország tartományban. Itt alakult meg a Trio együttes. Lakosainak száma 16 160 fő (2023. december 31.).

## Népesség
A település népességének változása:
| Lakosok száma | 15 276 | 15 530 | 15 736 | 16 144 | 16 079 | 16 160 |
|               | 2016   | 2017   | 2019   | 2021   | 2022   | 2023   |